# 1-Androstendion
1-Androstendion je synthetic anabolički steroid. On je izomer endogenog steroida 4-androstendiona.
1-Androstendion je na spisku zabranjenih supstaci Svetske antidoping agencije, i stoga je zabranjen za primenu kod većine sportova.